# Sarra Besbes
Sarra Besbes (in arabo سارة بسباس‎?; Abu Dhabi, 5 febbraio 1989) è una schermitrice tunisina, specializzata nella spada.

## Biografia
Ha partecipato ai Giochi olimpici di Londra 2012. Sua sorella è la sciabolatrice Azza Besbes.

## Palmarès
- Mondiali

Mosca 2015: bronzo nella spada individuale.
- Giochi del Mediterraneo

Pescara 2009: argento nella spada individuale.